# Magda Cafmeyer
Magda Cafmeyer (Sint-Kruis bij Brugge 10 september 1899 - 11 februari 1983) was historica, heem- en volkskundige, in Brugge en omstreken.

## Gezin
Magda Cafmeyer (officieel: Magdalena) was de zesde van de twaalf kinderen in het gezin van Arthur Cafmeyer en Hermine Neyrinck. Zoals reeds verschillende van zijn voorvaders, was Arthur Cafmeyer onderwijzer en koster-organist. Zijn vader had de jongensschool in Sint-Kruis gesticht. Geen enkele van zijn dochters trouwde. Ze traden in het klooster of werden onderwijzeres. Magda bleef haar leven lang samen wonen met een paar van haar zusters. In de huiskring beoefende ze haar hobby's van schilderen en musiceren.

## Onderwijzeres
Magda Cafmeyer behaalde haar diploma van onderwijzeres aan de Rijksnormaalschool in Brugge. Ze werd in 1923 onderwijzeres in een volksschool, gehouden door de Zusters van de H. Vincentius en bleef in Brugse scholen van deze congregatie les geven tot aan haar pensionering in 1955.

## Heem- en Volkskundige
Tijdens haar activiteiten als onderwijzeres begon Cafmeyer haar leerlingen te ondervragen over de gewoonten bij hen thuis, over de liedjes die ze zongen, over de verhalen die hun ouders en grootouders vertelden. Ze schreef dit op en publiceerde hierover haar eerste artikels.
Na de Tweede Wereldoorlog en vooral na haar pensionering begon ze de archivering van mondelinge informatie op een meer professionele manier te organiseren. Gewapend met bandopnemer, fototoestel en notaboek trok ze naar oudere bewoners van de stad en het platteland, om ze als vaak laatste getuigen te laten vertellen over hun leven, hun ambacht, hun legerdienst, enz. Vooral over de vroegere beroepen hoorde ze de laatsten die ze hadden uitgeoefend grondig uit.
Deze oogst aan gegevens verwerkte ze in talrijke artikels betreffende liederen, gebruiken, spreuken, gezegden, geloof en bijgeloof, devoties, ambachten, enz. De meeste van haar bijdragen verschenen in het driemaandelijks tijdschrift Biekorf. Ze publiceerde ook in de Handelingen van het Genootschap voor geschiedenis te Brugge, in de volkskundige almanak 't Beertje, enz.
Magda Cafmeyer was ook geïnteresseerd in geschiedenis, vooral in plaatselijke geschiedenis. Ze schreef heel wat over Sint-Kruis en Male, alsook over de toponymie en de hydrografie van Brugge en van het gebied ten noordoosten van deze stad.

## Biekorf
Magda Cafmeyer was vele jaren lid van de redactie (berek genaamd) van het West-Vlaamse tijdschrift Biekorf, waar ze voor haar eerste stappen in het publiceren werd ondersteund door de hoofdredacteur Antoon Viaene. Samen met rijksarchivaris Jos De Smet en professor Egied Strubbe was hij de mentor die deze autodidacte in haar beginjaren begeleidde.
In dit tijdschrift publiceerde zij over de periode 1933 tot 1983 126 bijdragen. Meestal waren het uitgebreide teksten die getuigden van haar brede belangstelling, haar eigen manier van aanpakken en haar vlotte vertelstijl..

## Andere activiteiten
Magda Cafmeyer was van 1952 tot 1972 conservator van het Museum van Volkskunde, dat toen eigendom was van de West-Vlaamse Bond van Folkloristen. De collectie werd in 1972 overgedragen aan de stad Brugge en voortaan tentoongesteld in het nieuwe Museum van Volkskunde, Balstraat in Brugge.
Ze werd ook stadsgids en was vele jaren actief in de Koninklijke Gidsenbond, waar ze vaak voordrachten of lessen gaf.
Verder was ze
- stichtend lid van de Vereniging voor Volkskunde (Antwerpen)
- bestuurslid van de West-Vlaamse Bond van volkskundigen
- corresponderend lid van de Koninklijke Belgische Commissie voor Volkskunde
- Stichtend lid van de vzw Abdij van Male.

Toen, na het ontstaan van de fusiegemeente Brugge, in 1971 een 150-tal straatnamen, omwille van dubbel of meervoudig gebruik moesten gewijzigd worden, maakte ze deel uit van de commissie die hiervoor voorstellen uitwerkte, waarbij ze vooral gemotiveerde nieuwe namen voorstelde voor Sint-Kruis.

## Publicaties
- Het kasteel van Male, 1946
- Het grafelijk domein van Male, 1950
- Male, geschiedkundige sprokkelingen, 1950
- Wateringen van Zuid en Noord over de Lieve op het einde van de 15de eeuw, in: Album Jos. De Smet, Brugge, 1954, blz. 97-119
- Van Doop tot Uitvaart, 1958
- Sint-Kruis, oud en nieuw, Brugge, 1970
- Van Aswoensdag tot Lichtmis, Blankenberge, 1971
- Van gehucht tot dorp, Blankenberge, 1971
- De Gemene-weidestraat op het Sijseelse vanaf de vroege middeleeuwen, in: Handelingen van het genootschap voor geschiedenis te Brugge, 1980, blz. 77-103.